# Kenderessy Miklós
Kenderessy Miklós Ödön (Budapest, 1934. június 18. – 2023. szeptember 23.) magyar villamosmérnök, egyetemi tanár. A műszaki tudományok kandidátusa (1967).

## Életpályája
Gyermekkorát Csepelen töltötte. 1949–1953 között a csepeli Jedlik Ányos Gimnáziumban tanult.
1953–1958 között a Budapesti Műszaki Egyetem Villamosmérnöki Karának Híradástechnikai és Gyengeáramú szakán tanult. 1958-ban a Távközlési Kutató Intézetben, a TÁKI-ban kezdett dolgozni, ahol mikrohullámú berendezések kutatásával és fejlesztésével foglalkozott.
1962-ben egyetemi doktori címet szerzett. 1963-tól a Budapesti Műszaki és Gazdaságtudományi Egyetem Villamosmérnöki Karának Mikrohullámú Híradástechnika Tanszékén oktatott. 1967-ben kandidátusi fokozatot szerzett.
1970-től a TÁKI tudományos osztályát vezette, majd főosztályvezető volt. 1973-tól az Állami Vizsgáztató Bizottság tagja volt.
1981-től címzetes docens volt.
1991-től címzetes egyetemi docensként az Állami Vizsgabizottság elnöki teendőit látta el. 1996-ban a Távközlési Kutató Intézet műszaki igazgatójaként és vezérigazgató-helyetteseként ment nyugdíjba. 1996–2001 között a Közlekedési, Hírközlési és Vízügyi Minisztériumban dolgozott szakfőtanácsosként. 1999–2011 között a Magyar Mérnökakadémia alelnöke volt.
Temetése a Farkasréti temetőben zajlott.

## Díjai
- Állami díj (1978)
- Aranydiploma (2008)
- Gyémántdiploma (2018)
- Vasdiploma (2023)
- Kiváló Újító arany fokozat
- Kolos Richárd-díj
- Pollák-Virág-díj
- Kruspér István-emlékérem
- TEKHNÉ Érem